# Джак Ръсел териер
Джак Ръсел териер (Jack Russell Terrier) е малък териер, който произхожда от лова на лисици. Породата е установена през 19 век в Англия. Козината на Джак Ръсел териера е обикновено бяла, с твърд, плътен косъм, с рижави до черни петна в основата на опашката и главата. Кучетата могат да са късокосмести, с начупен косъм и грубокосмести. Счита се, че колкото повече преобладава белия цвят, толкова по чиста е породата, идеални пропорции на породата се смятат около 28 cm височина и около 6-7 kg тегло. Приблизителната продължителност на живота му е около 13 – 14 години.
Джак Ръселът често се бърка с „Парсън Ръсел“ териер който е отделна порода и е с по-висок ръст. Терминът „Джак Ръсел“ също често се прилага неправилно към други малки бели териери. Породата произхожда от областта Девън (Devon) в Англия.
Джак Ръселът е енергична порода, която изисква високо ниво на физически упражнения и стимулиране и е относително лишена от сериозни здравни проблеми. Произхожда от кучета, отглеждани и използвани от преподобния Джон Ръсел в началото на 19 век, от когото породата приема името си. През годините са преминали няколко промени, съответстващи на различните стандарти за използване и развъждане, определени от клубовете за развъждане. Породата произлиза от Англия, но е развита и регистрирана в Австралия, страна член на FCI. Най-голямата киноложка организация в света FCI, член на която е България, издава валидния стандарт 345/FCI. Джак Ръсел се появяват много пъти във филми, телевизии и печат – с няколко много популярни кучета.
Недопустими за породата и допускане до разплод са кучета със следните пороци:
Липса на два напълно спуснати в скротума тестиси. Некоректна зъбна формула(трябва да е ножица 6×6). Червен или непигментиран нос(трябва носната гъба да е плътно черна). Сини или пъстри очи/око. Изправени уши, тип Немска овчарка. Прекалено плахи или агресивни кучета.

## История

### Спортен Парсън
Малките бели ловци на лисици, които познаваме днес, са били отгледани от преподобния Джон Ръсел, пастор и любител на лова, роден през 1795 г., и могат да проследят произхода си от вече изчезналия английски бял териер. Трудността при различаването на кучето от съществото, което преследва, довела до нуждата от предимно бяло куче и така през 1819 г. по време на последната си година в университета Ексетър Колидж, Оксфорд, Ръсел купува малък бял и кафяв женски териер на име Тръмп от местен млекопроизводител, намиращ се в близкото селце Елсфийлд или Марстън. Според Ръсел, Тръмп олицетворявала идеалния фокстериер, който по онова време е термин, използван за всеки териер, използван за лов на лисици. Нейната окраска е описано като „... бяла, с по един тъмен кръг върху всяко око и ухо, и една подобна точка, не по-голяма от стотинка, маркираща началото на опашката“. Дейвис, приятел на Ръсел, пише: „Тръмп беше такова животно, каквото Ръсел беше виждал само в сънищата си“. Тя е била в основата на развъдната програма за разработване на териер с висока издръжливост на лова, както и на смелостта и формацията да изкарат лисиците от дупките им. До 50-те години на ХХ век тези кучета са признати за отделна порода.
Важна характеристика в това куче е умерената агресивност, която би осигурила необходимия стремеж за преследване и приклещване на лисицата, без да причини физическо увреждане на плячката и ефективно да сложи край на преследването, което се е считало за непродуктивно. Ръсел казва, че се гордее, че неговите териери никога не са вкусили кръв. Тази линия от териери, разработена от Джон Ръсел, е била уважавана за тези си качества и кучетата му често са били купувани от любители на лов. Малко вероятно е обаче понастоящем куче да се окаже потомец на Тръмп, тъй като Ръсел е бил принуден да продава всичките си кучета повече от един път поради финансови затруднения и е имал само четири възрастни териера останали, когато той умира през 1883 г.
Кучета от типа „Фокстериер“ и „Джак Ръсел“ са с произход от кучета от този период, въпреки че не е открито документирано родословие по-рано от 1862 г., въпреки че няколко документа остават от документирано размножаване от Джон Ръсел между 1860-те и 1880-те. Клубът на фокстериера е създаден през 1875 г. с Ръсел като един от членовете основатели; стандартът на породата е стремеж, а не описание на това как породата е изглеждала тогава. В началото на 20 век, фокстериерът се оформил като породата, която познаваме и до днес, но в някои части на страната останала следа от стария стил на териерите на Джон Ръсел и от тези кучета произхожда съвременният тип Джак Ръсел.
Много породи могат да претендират за наследство на ранния ловен териер от този период, включително бразилския териер, японския териер, миниатюрния лисичи териер, Ratonero Bodeguero Andaluz, Rat terrier и Tenterfield terrier.

### След Джон Ръсел
След смъртта на Ръсел единствените хора, които полагат сериозни усилия да продължат тези щамове, са двама мъже, един в Чизлехстр с фамилното име на Иист и друг в Корнуел на име Арчър. Иист в един момент имал няколко двойки, всички от които наследници от едно от кучетата на Ръсел. Видът, за който са се целили, не е толкова голям, колкото показния фокстериер, и обикновено е бил по-малко от 6,8 kg.
Артър Блейк Хайнман създава първия стандарт на породата и през 1894 г. създава Девън и Съмърсет Баргър клуб, чиято цел е да популяризира лова на язовец, а не на лисици, и отглеждането на подходящи за това териери. Териерите са придобити от Никълъс Сноу от Оре, а вероятно са били наследници от оригиналните кучета на Ръсел, тъй като Ръсел вероятно някога е ловувал с ловната дружинка на Сноу и е вероятно да е осигурил поне някои от първоначалните им териери. До началото на 20 век името на Ръсел се свързва с тази порода куче.
Клубът по-късно е преименуван на Parson Jack Russell Terrier Club. Развъждането на язовци изисквал различен вид куче от този за ловуването на лисици и е вероятно използването на бултериер, за да се подсилят характеристиките на породата, което може да е причината за появата на по-къси крака при вида Джак Ръсел териер, който започнал да се появява през този период. В същото време се появява разцепление между кучетата, използвани за шоу и забавление, и тези на работещите ловни териери, от това следва по-нататъшно разцепление между два различни типа бели териери, които носят името на Джак Ръсел. Хайнеман бил поканен да прецени класовете работещи териери в Crufts с цел да върне работещите териери обратно в шоу ринга и да повлияе върху онези, които не зачитат работните качества при кучета. Тези класове се поддържат в продължение на няколко години от различни съдии, но Чарлс Круф отхвърля опита, тъй като класовете никога не са били силно конкурирани. След смъртта на Хайнеман през 1930 г. развъдникът и ръководството на клуба преминават на Ани Харис, но самият клуб се разпада малко преди Втората световна война.

## Описание
Поради тяхната работеща природа, Джак Ръсел териерите си остават почти по същия начин както преди 200 години. Те са здрави, яки и упорити, с размери между 25 – 30 cm при холката и тежат между 5 и 7 kg. Дължината на тялото трябва да е пропорционална на височината и кучето трябва да представлява компактно, балансирано телосложение. Преобладаващо бяло оцветяване (повече от 51%) с черни и/или кафяви и/или светлокафеникави петна, те имат гладка, груба или комбинация от двете козини, която е известна като начупен косъм. Куче с така наречения начупен косъм може да има по-дълга козина на опашката или главичката, отколкото тази, която се вижда на куче с гладко покритие. Понякога кожата може да има модел на малки черни или кафяви петна, наричани „ticking“, които не се пренасят към външната страна на козина. Всички видове покрития трябва да са плътни двойни слоя, които не са нито копринени (при гладки), нито вълнени (в случай на груби косми).
Главата трябва да е с умерена ширина при ушите, да се стеснява до очите и да е леко плоска между ушите. Трябва да има определен, но не прекалено рязък край в края на муцуната, където тя се среща с главата, и черен нос. Челюстта трябва да е мощна и добре оформена с ножична захапка и прави зъби. Очите са бадемови, тъмно оцветени и трябва да са изпълнени с живот и интелигентност. Ушите са малки, V-образни с умерена дебелина. Стоят плътно клепнали на нивото на черепа. Вдигнатите, изправени уши обикновено са белег за примеси с рат териер или пинчер назад в поколенията. Когато кучето е бдително, върхът на ушите не трябва да се простира след външния ъгъл на очите. Опашката стои високо и в миналото е била на височина от приблизително 12,5 cm, за да може да се осигури достатъчно здрав захват за опашката на териера при лов. Купирането на опашки е противозаконно в България и страните от ЕС.